# ある海の恋ものがたり
ある海の恋ものがたり（Octo Suave）は、2007年2月24日に発表されたトムとジェリーテイルズの作品である。

## ストーリー
トムはジェリーにボートを漕がせ船上で優雅にくつろいでいた。やがて魚を見つけると、エサにするため捕獲しようと海へ潜り、やがて海中でトム・ジェリー両者の追いかけっこが始まる。ジェリーは海中にいる様々な生物の助けを借りつつトムの攻撃から必死に逃れるが、トムは頭上にクラゲが覆いかぶさってくる。
やがて雄のタコが現れ、頭上にクラゲが付着し女装したような姿になったトムの姿を見て一目惚れ。タコはトムを自身の嫁にすべく猛アタックし、トムはタコの猛アタックから必死に逃れようとする。やがてその姿を見ていたジェリーはトムを挑発し始め、トムはついにそのタコへ捕まり嫁にされてしまった。
ジェリーはタコの嫁にされたトムをあざ笑っていたが、最後は雌のフグに追いかけられてしまった。

## 登場キャラクター
トム
ジェリーにボートを漕がせて船上で優雅にくつろぎ、のちに魚を捕ってエサにしようとジェリーと一緒に海へ潜り、やがて海中で魚などを交えた追いかけっこを始める。だがそのうちにクラゲが自身の頭上へ覆いかぶさって女装したような姿となり、その姿を見たタコから執拗に猛アタックされる。最後はそのタコに捕まり嫁にされてしまった。
ジェリー
ボート操船係をやらされていたが、海中でトムとの追いかけっこを始めると立場が逆転。海中にいる様々な生物の助けを借りつつトムの攻撃から必死に逃れ、やがてタコに捕まったトムをあざ笑う。だが最後は自身が雌のフグに追いかけられてしまった。
タコ
クラゲが頭上に覆いかぶさり女装したような姿になったトムに一目惚れし、嫁にしようと雄ネコのトムへ猛アタック。最後は「可愛い子供をたくさん作ろう」と言ってトムを自身の嫁にした。なおトムが雄ネコであることには最後まで気づかなかった。
クラゲ
複数匹が生息しており、うち1匹がトムの頭上へ覆いかぶさった。
タツノオトシゴ
投げ縄でトムに捕まるが、ジェリーの助けを借りつつトムの攻撃から必死に逃れる。
電気ウナギ
トムが執拗猛アタックから逃れようとタコに噛ませ、電流により引き離させた。
フグ
トムが攻撃してくると空気で自らの体を膨らませ威嚇した。
雌のフグ
最後の場面で登場。雄ネズミのジェリーに一目惚れし執拗に追いかける。